# Paul Simonis (Politiker)
Paul Simonis (* 20. April 1912 in Merzig; † 6. Dezember 1996) war ein deutscher Politiker. Während der Zeit des Nationalsozialismus Mitglied der NSDAP, war er nach dem Zweiten Weltkrieg im Saarland in der FDP/DPS aktiv.

## Leben
Nach dem Besuch des Gymnasiums in Merzig absolvierte Simonis eine Ausbildung in der Sozialabteilung der Villeroy & Boch-Werke in Mettlach. Im Anschluss arbeitete er dort als Verwaltungsangestellter. Er trat am 1. Juni 1933 der NSDAP bei (Mitgliedsnummer 2.696.473). Seit 1937 war er Geschäftsführer der Arbeitsgemeinschaft Saarländischer Krankenkassen und wurde nach deren Auflösung Landesgeschäftsführer des ehemaligen Reichsverbandes der Betriebskrankenkassen in Essen. Seit 1939 nahm er als Soldat am Zweiten Weltkrieg teil. Während des Krieges geriet er in sowjetische Gefangenschaft, aus der er im November 1948 entlassen wurde. Nach seiner Entlassung aus der Kriegsgefangenschaft kehrte er ins Saargebiet zurück.
Simonis trat 1950 in die Demokratische Partei Saar (DPS) ein und wurde im Juni des gleichen Jahres zum stellvertretenden Vorsitzenden der Partei gewählt. Seit dem Anschluss der DPS an die FDP am 11. August 1957 war er auch Mitglied der Liberalen. Im Mai 1962 wurde er als Nachfolger von Heinrich Schneider zum Landesvorsitzenden der FDP/DPS gewählt und war in dieser Funktion auch Mitglied im FDP-Bundesvorstand.
Von 1955 bis 1970 war er Mitglied des Saarländischen Landtages und dort 1956/57 Vorsitzender der DPS-Fraktion. Von 1957 bis 1960 amtierte er als Vizepräsident des Landtages.
Nach der Bildung einer Koalition aus CDU und FDP/DPS wurde Simonis am 17. Januar 1961 als Minister für Arbeit und Sozialwesen in die von Ministerpräsident Franz-Josef Röder geführte Regierung des Saarlandes berufen. Am 3. Juli 1968 wurde er zusätzlich zum Stellvertreter des Ministerpräsidenten ernannt. Nach der Wahlniederlage der FDP bei den Landtagswahlen im Juni 1970 schied er am 13. Juli 1970 aus der Regierung aus und wurde in seinem Ministeramt von Rainer Wicklmayr abgelöst.

## Ehrungen
- 1975: Saarländischer Verdienstorden[2]